# Fran Brodić
Fran Brodić (Zágráb, 1997. január 8.–) horvát labdarúgó, az Újpest játékosa, csatár. 

## Pályafutása

### Klubcsapatokban
Brodić a Dinamo Zagreb nevelése. 2013. április 16-án mutatkozott be, 16 évesen 3 hónaposan és 7 naposan, akkor a klub legfiatalabb játékosaként. 2014-ben igazolt le a Club Brugge. Kölcsönben játszott a Royal Antwerpnél és a Roeselarenél majd a Catanianal, akik le is igazolták a támadót. 2019-ben a Reggiana szerződtette. 2020-ban visszatért Horvátországba. 2022-ben az NK Varaždin vette kölcsön. A csatár meggyőzte a klubot, így végül a Varasdi csapathoz igazolt.  2023-ban visszatért nevelőklubjához. 2023/24-es idényben két csapatban (NK Varazdin, Dinamo Zagreb) 13 találattal az élvonal második legeredményesebb játékosaként zárt.

#### Újpest
2024. július 26-án jelentették be, hogy amint a játékos átesik az orvosi vizsgálatokon, Újpesten folytatja pályafutását. Első szezonjában Matija Ljujiccsal közösen hazai gólkirályok lettek.

## Sikerei, díjai
Club Brugge KV
- Belga kupagyőztes: 2015

 GNK Dinamo Zagreb
- Horvát bajnok: 2012–13, 2013–14, 2023–24
- Horvát kupagyőztes: 2023–24